# 재판 규범
재판 규범(裁判規範)은 사회 규범에 위배되는 행위에 대하여 판정하고 강제하고 혹은 권리·의무 관계 및 책임의 소재에 관한 다툼을 판정하기 위한 재판에 관한 준칙이다. 근대 법전의 대부분은 이러한 종류의 재판 규범으로서, 일정한 요건에 해당되는 행위를 한 자에게 일정한 제재를 가하는 기준으로서 이 판정을 행하게 되는 법관이 적용한다. 이 점에서 재판 규범은 사람들에게 일정한 작위·부작위를 의무화하고 있는 행위 규범과는 다르다. 법전의 조문이 법률 전문가 이외의 일반인에게는 난해한 것도 그것이 재판 규범이기 때문이다. 다만 재판 규범이라고 하더라도 그것은 일정한 행위 규범을 전제로 하고 있으며 법관이 반행위 규범적 행위에 제재를 가할 경우의 준칙으로서만 표현되고 있는 데 불과하다. 법적 강제로써라도 사회생활의 질서와 인간관계의 정의를 유지할 필요가 있는 복잡화된 근대 사회에서는 이러한 종류의 재판 규범이 법률의 대부분을 차지하게 되었다.

## 같이 보기
- 행위 규범
- 조직 규범